# Валя-Бобулуй
Валя-Бобулуй (рум. Valea Bobului) — село у повіті Прахова в Румунії. Адміністративно підпорядковане місту Урлаць.
Село розташоване на відстані 64 км на північ від Бухареста, 17 км на північний схід від Плоєшті, 148 км на захід від Галаца, 86 км на південний схід від Брашова.

## Населення
За даними перепису населення 2002 року у селі проживали 117 осіб, усі — румуни. Усі жителі села рідною мовою назвали румунську.